# Berberis zayulana
Berberis zayulana är en berberisväxtart som beskrevs av Ahrendt. Berberis zayulana ingår i släktet berberisar, och familjen berberisväxter. Inga underarter finns listade i Catalogue of Life.